# Football Club La Sarraz-Eclépens 2022-2023
Questa voce raccoglie le informazioni riguardanti il Football Club La Sarraz-Eclépens nelle competizioni ufficiali della stagione 2022-2023.

## Stagione
Nella stagione 2022-2023 il La Sarraz Eclépens, allenato da Pierre-Alain Suard, David Geijo e Vittorio Bevilacqua, concluse il campionato di Prima Lega al 12º posto.

## Rosa
| N. |                     | Ruolo | Calciatore       |
| -- | ------------------- | ----- | ---------------- |
| 1  | Francia (bandiera)  | P     | Kandé Diawara    |
| 2  | Svizzera (bandiera) | D     | Maxime Parisod   |
| 3  | Svizzera (bandiera) | D     | Loïc Funcasta    |
| 5  | Italia (bandiera)   | D     | Roberto Elefante |
| 6  | Svizzera (bandiera) | D     | Michaël Zippo    |
| 7  | Svizzera (bandiera) | A     | Eldar Suljicic   |
| 8  | Svizzera (bandiera) | C     | Marc Aebischer   |
| 9  | Senegal (bandiera)  | A     | Ndiaw Ndiaye     |
| 10 | Svizzera (bandiera) | C     | Valentin Dupuis  |
| 11 | Francia (bandiera)  | C     | Samuel Gomariz   |
| 14 | Svizzera (bandiera) | C     | Fabio Le Rose    |
| 15 | Svizzera (bandiera) | C     | Ignace Ntongo    |
| 16 | Svizzera (bandiera) | C     | Rayan Gauderon   |
| 17 | Svizzera (bandiera) | D     | Julien Vannod    |

| N. |                     | Ruolo | Calciatore              |
| -- | ------------------- | ----- | ----------------------- |
| 18 | Svizzera (bandiera) | D     | Léo Dangi               |
| 19 | Francia (bandiera)  | A     | Steve Grand             |
| 20 | Svizzera (bandiera) | P     | Luca Frangioni          |
| 21 | Francia (bandiera)  | A     | Samir Benkreira         |
| 22 | Svizzera (bandiera) | C     | Olivier Paltenghi       |
| 23 | Francia (bandiera)  | D     | Mamadou-Lamine Camara   |
| 33 | Svizzera (bandiera) | D     | Medy Mabiala            |
|    | Svizzera (bandiera) | P     | Silvio Karly            |
|    | Svizzera (bandiera) | P     | Mateo Schütz            |
|    | Italia (bandiera)   | P     | Theo Vincenti           |
|    | Kosovo (bandiera)   | C     | Nazmi Brahimi           |
|    | Svizzera (bandiera) | C     | Lucas Fernandes Fonseca |
|    | Svizzera (bandiera) | C     | Johann Karlen           |
|    | Svizzera (bandiera) | C     | Fabio Karly             |

## Organigramma societario
Area tecnica
- Allenatore: Vittorio Bevilacqua
- Allenatore in seconda:
- Preparatore dei portieri:
- Preparatori atletici:

## Calciomercato

### Sessione estiva
| Acquisti | Acquisti       | Acquisti     | Acquisti |
| R.       | Nome           | da           | Modalità |
| -------- | -------------- | ------------ | -------- |
| A        | Eldar Suljicic | Vevey United |          |

| Cessioni | Cessioni            | Cessioni          | Cessioni |
| R.       | Nome                | a                 | Modalità |
| -------- | ------------------- | ----------------- | -------- |
| A        | Marco Le Rose       | FC Lonay          |          |
| P        | Adin Selimović      | Friburgo          |          |
| A        | Steve Grand         | Echallens         |          |
| C        | Moise Tsumbu Nsimba | Amical Saint-Prex |          |

### Sessione invernale
| Acquisti | Acquisti       | Acquisti                | Acquisti |
| R.       | Nome           | da                      | Modalità |
| -------- | -------------- | ----------------------- | -------- |
| C        | Nazmi Brahimi  | Azzurri 90              |          |
| P        | Luca Frangioni | Echallens               |          |
| D        | Medy Mabiala   | Stade Lausanne-Ouchy II |          |
| C        | Ignace Ntongo  | Terre Sainte            |          |

| Cessioni | Cessioni          | Cessioni      | Cessioni |
| R.       | Nome              | a             | Modalità |
| -------- | ----------------- | ------------- | -------- |
| C        | Khalil Ouared     | Terre Sainte  |          |
| D        | Alexandru Pogaci  | Italien       |          |
| P        | Dominique Quillet | Renens        |          |
| D        | Isaac Bamele      | Stade Payerne |          |

## Risultati

### Prima Lega 2022-2023

#### andata
| Morges 7 agosto 2022, ore 16:00 CEST 1ª giornata          | La Sarraz-Eclépens | 0 – 2 referto           | Monthey | Terrain de La Sarraz - En Gravey (160 spett.) |
| \| \| \| \| \| \| Marcatori \| 11’ Derivaz 78’ Derivaz \| |                    |                         |         |                                               |
|                                                           |                    |                         |         |                                               |
|                                                           | Marcatori          | 11’ Derivaz 78’ Derivaz |         |                                               |

| Coffrane 14 agosto 2022, ore 14:00 CEST 2ª giornata                   | Coffrane  | 2 – 1 referto | La Sarraz-Eclépens | Centre Sportif Les Geneveys (325 spett.) |
| \| \| \| \| \| Silva 24’ Becirovic 26’ \| Marcatori \| 36’ Gomariz \| |           |               |                    |                                          |
|                                                                       |           |               |                    |                                          |
| Silva 24’ Becirovic 26’                                               | Marcatori | 36’ Gomariz   |                    |                                          |

| Morges 24 agosto 2022, ore 20:15 CEST 3ª giornata                            | La Sarraz-Eclépens | 2 – 2 referto              | Meyrin | Terrain de La Sarraz - En Gravey (160 spett.) |
| \| \| \| \| \| Ndiaye 39’, 72’ \| Marcatori \| 19’ Chentouf 37’ Rezzonico \| |                    |                            |        |                                               |
|                                                                              |                    |                            |        |                                               |
| Ndiaye 39’, 72’                                                              | Marcatori          | 19’ Chentouf 37’ Rezzonico |        |                                               |

| Naters 27 agosto 2022, ore 17:00 CEST 4ª giornata                                                      | Naters    | 1 – 5 referto                                           | La Sarraz-Eclépens | Sportanlage Stapfen (200 spett.) |
| \| \| \| \| \| Chihadeh 48’ \| Marcatori \| 10’ Suljicic 42’, 45’ Benkreira 45’ Funcasta 84’ Dupuis \| |           |                                                         |                    |                                  |
| |           |                                                         |                    |                                  |
| Chihadeh 48’                                                                                           | Marcatori | 10’ Suljicic 42’, 45’ Benkreira 45’ Funcasta 84’ Dupuis |                    |                                  |

| Morges 4 settembre 2022, ore 15:00 CEST 5ª giornata                 | La Sarraz-Eclépens | 1 – 2 referto       | Servette U-21 | Terrain de La Sarraz - En Gravey (200 spett.) |
| \| \| \| \| \| Benkreira 73’ \| Marcatori \| 90’ Weber 90’ Baron \| |                    |                     |               |                                               |
|                                                                     |                    |                     |               |                                               |
| Benkreira 73’                                                       | Marcatori          | 90’ Weber 90’ Baron |               |                                               |

| Echallens 10 settembre 2022, ore 17:00 CEST 6ª giornata | Echallens | 2 – 0 referto | La Sarraz-Eclépens | Stade des Trois Sapins (350 spett.) |
| \| \| \| \| \| Đurić 22’ Kasongo 26’ \| Marcatori \| \| |           |               |                    |                                     |
|                                                         |           |               |                    |                                     |
| Đurić 22’ Kasongo 26’                                   | Marcatori |               |                    |                                     |

| Arbitro: | Jaussi |

|                    |           |                        |
| Gomariz 22’ (rig.) | Marcatori | 29’ (rig.), 39’ Diarra |

| Martigny 24 settembre 2022, ore 17:30 CEST 8ª giornata                                                    | Martigny  | 3 – 3 referto                       | La Sarraz-Eclépens | Stade d'Octodure (130 spett.) |
| \| \| \| \| \| Melly 26’ Samardzic 38’ Coumaré 76’ \| Marcatori \| 21’ Suljicic 84’ Gomariz 90’ Ndiaye \| |           |                                     |                    |                               |
| |           |                                     |                    |                               |
| Melly 26’ Samardzic 38’ Coumaré 76’                                                                       | Marcatori | 21’ Suljicic 84’ Gomariz 90’ Ndiaye |                    |                               |

| Morges 2 ottobre 2022, ore 15:00 CEST 9ª giornata         | La Sarraz-Eclépens | 1 – 1 referto | La Chaux-de-Fonds | Terrain de La Sarraz - En Gravey (150 spett.) |
| \| \| \| \| \| Gomariz 52’ \| Marcatori \| 25’ Endrion \| |                    |               |                   |                                               |
|                                                           |                    |               |                   |                                               |
| Gomariz 52’                                               | Marcatori          | 25’ Endrion   |                   |                                               |

| Trois-Chenes 19 ottobre 2022, ore 20:30 CEST 10ª giornata                       | La Sarraz-Eclépens | 2 – 1 referto  | Chênois | Stade des Trois-Chêne (150 spett.) |
| \| \| \| \| \| Ndiaye 57’ (rig.) Elefante 83’ \| Marcatori \| 32’ Barriviera \| |                    |                |         |                                    |
|                                                                                 |                    |                |         |                                    |
| Ndiaye 57’ (rig.) Elefante 83’                                                  | Marcatori          | 32’ Barriviera |         |                                    |

| Morges 16 ottobre 2022, ore 15:00 CEST 11ª giornata                                  | La Sarraz-Eclépens | 2 – 2 referto          | Terre Sainte | Terrain de La Sarraz - En Gravey (150 spett.) |
| \| \| \| \| \| Paltenghi 76’ Benkreira 84’ \| Marcatori \| 35’ Acosta 70’ Hysenaj \| |                    |                        |              |                                               |
|                                                                                      |                    |                        |              |                                               |
| Paltenghi 76’ Benkreira 84’                                                          | Marcatori          | 35’ Acosta 70’ Hysenaj |              |                                               |

| Saviése 29 ottobre 2022, ore 15:00 CEST 12ª giornata       | Sion II   | 1 – 1 referto | La Sarraz-Eclépens | Stade de Saint-Germain |
| \| \| \| \| \| Jaquenoud 43’ \| Marcatori \| 62’ Ndiaye \| |           |               |                    |                        |
|                                                            |           |               |                    |                        |
| Jaquenoud 43’                                              | Marcatori | 62’ Ndiaye    |                    |                        |

| Morges 6 novembre 2022, ore 15:00 CET 13ª giornata                               | La Sarraz-Eclépens | 1 – 2 referto                | Vevey United | Terrain de La Sarraz - En Gravey (400 spett.) |
| \| \| \| \| \| Ndiaye 39’ (rig.) \| Marcatori \| 21’ Gomes 26’ (rig.) Bunjaku \| |                    |                              |              |                                               |
|                                                                                  |                    |                              |              |                                               |
| Ndiaye 39’ (rig.)                                                                | Marcatori          | 21’ Gomes 26’ (rig.) Bunjaku |              |                                               |

| Morges 13 novembre 2022, ore 15:00 CET 14ª giornata                                    | La Sarraz-Eclépens | 2 – 3 referto               | Grand-Saconnex | Terrain de La Sarraz - En Gravey (200 spett.) |
| \| \| \| \| \| Ndiaye 39’ Benkreira 86’ \| Marcatori \| 27’ Dias 72’ Arifi 90’ Pais \| |                    |                             |                |                                               |
|                                                                                        |                    |                             |                |                                               |
| Ndiaye 39’ Benkreira 86’                                                               | Marcatori          | 27’ Dias 72’ Arifi 90’ Pais |                |                                               |

| Losanna 19 novembre 2022, ore 17:00 CET 15ª giornata                         | Concordia Losanna | 3 – 1 referto | La Sarraz-Eclépens | Centre sportif de la Tuilière |
| \| \| \| \| \| Saunier 22’ Niang 32’ Gehri 90’ \| Marcatori \| 48’ Ndiaye \| |                   |               |                    |                               |
|                                                                              |                   |               |                    |                               |
| Saunier 22’ Niang 32’ Gehri 90’                                              | Marcatori         | 48’ Ndiaye    |                    |                               |

#### ritorno
| Monthey 27 novembre 2022, ore 14:00 CET 16ª giornata                                     | Monthey   | 0 – 5 referto                                          | La Sarraz-Eclépens | Stade Philippe-Pottier |
| \| \| \| \| \| \| Marcatori \| 30’, 65’, 88’ Benkreira 32’ Dupuis 90’ (rig.) Suljicic \| |           |                                                        |                    |                        |
|                                                                                          |           |                                                        |                    |                        |
|                                                                                          | Marcatori | 30’, 65’, 88’ Benkreira 32’ Dupuis 90’ (rig.) Suljicic |                    |                        |

| Baulmes 26 febbraio 2023, ore 14:30 CET 17ª giornata                 | La Sarraz-Eclépens | 2 – 1 referto | Coffrane | Stadio Sous-Ville (200 spett.) |
| \| \| \| \| \| Grand 13’ Benkreira 90’ \| Marcatori \| 86’ Kebbal \| |                    |               |          |                                |
|                                                                      |                    |               |          |                                |
| Grand 13’ Benkreira 90’                                              | Marcatori          | 86’ Kebbal    |          |                                |

| Meyrin 4 marzo 2023, ore 17:00 CET 18ª giornata                           | Meyrin    | 1 – 2 referto                 | La Sarraz-Eclépens | Stade des Arbères |
| \| \| \| \| \| Salan 59’ \| Marcatori \| 35’ (rig.) Grand 56’ Suljicic \| |           |                               |                    |                   |
|                                                                           |           |                               |                    |                   |
| Salan 59’                                                                 | Marcatori | 35’ (rig.) Grand 56’ Suljicic |                    |                   |

| Baulmes 12 marzo 2023, ore 14:30 CET 19ª giornata                    | La Sarraz-Eclépens | 2 – 1 referto | Naters | Stadio Sous-Ville (200 spett.) |
| \| \| \| \| \| Benkreira 68’ Ndiaye 76’ \| Marcatori \| 21’ Assis \| |                    |               |        |                                |
|                                                                      |                    |               |        |                                |
| Benkreira 68’ Ndiaye 76’                                             | Marcatori          | 21’ Assis     |        |                                |

| Vernier 19 marzo 2023, ore 16:00 CET 20ª giornata                                                       | Servette U-21 | 4 – 3 referto                  | La Sarraz-Eclépens | Châtelaine (185 spett.) |
| \| \| \| \| \| Annor-Mensah 6’ Ouattara 27’, 45’, 68’ \| Marcatori \| 24’, 72’ Benkreira 64’ Gomariz \| |               |                                |                    |                         |
| |               |                                |                    |                         |
| Annor-Mensah 6’ Ouattara 27’, 45’, 68’                                                                  | Marcatori     | 24’, 72’ Benkreira 64’ Gomariz |                    |                         |

| Morges 26 marzo 2023, ore 15:00 CET 21ª giornata       | La Sarraz-Eclépens | 1 – 1 referto | Echallens | Terrain de La Sarraz - En Gravey (350 spett.) |
| \| \| \| \| \| Grand 23’ \| Marcatori \| 62’ Nwanne \| |                    |               |           |                                               |
|                                                        |                    |               |           |                                               |
| Grand 23’                                              | Marcatori          | 62’ Nwanne    |           |                                               |

| Delley-Portalban 1º aprile 2023, ore 17:30 CEST 22ª giornata | Portalban/Gletterens | 1 – 1 referto | La Sarraz-Eclépens | Centre Sportif Les Grèves |
| \| \| \| \| \| Tshiboko 62’ \| Marcatori \| 18’ Benkreira \| |                      |               |                    |                           |
|                                                              |                      |               |                    |                           |
| Tshiboko 62’                                                 | Marcatori            | 18’ Benkreira |                    |                           |

| Baulmes 6 aprile 2023, ore 20:15 CEST 23ª giornata       | La Sarraz-Eclépens | 1 – 1 referto | Martigny | Stadio Sous-Ville (150 spett.) |
| \| \| \| \| \| Elefante 47’ \| Marcatori \| 85’ Galdo \| |                    |               |          |                                |
|                                                          |                    |               |          |                                |
| Elefante 47’                                             | Marcatori          | 85’ Galdo     |          |                                |

| La Chaux-de-Fonds 15 aprile 2023, ore 16:30 CEST 24ª giornata                      | La Chaux-de-Fonds | 4 – 0 referto | La Sarraz-Eclépens | Stadio di la Charrière |
| \| \| \| \| \| Bitterli 32’ Endrion 41’ Cattin 73’ Frossard 90’ \| Marcatori \| \| |                   |               |                    |                        |
|                                                                                    |                   |               |                    |                        |
| Bitterli 32’ Endrion 41’ Cattin 73’ Frossard 90’                                   | Marcatori         |               |                    |                        |

| Trois-Chenes 22 aprile 2023, ore 17:30 CEST 25ª giornata | Chênois   | 1 – 1 referto | La Sarraz-Eclépens | Stade des Trois-Chêne |
| \| \| \| \| \| Martins 48’ \| Marcatori \| 10’ Rose \|   |           |               |                    |                       |
|                                                          |           |               |                    |                       |
| Martins 48’                                              | Marcatori | 10’ Rose      |                    |                       |

| Coppet 29 aprile 2023, ore 16:00 CEST 26ª giornata                     | Terre Sainte | 2 – 1 referto | La Sarraz-Eclépens | Centre Sportif des Rojalets |
| \| \| \| \| \| Hysenaj 64’ Ahmetaj 90’ \| Marcatori \| 4’ Benkreira \| |              |               |                    |                             |
|                                                                        |              |               |                    |                             |
| Hysenaj 64’ Ahmetaj 90’                                                | Marcatori    | 4’ Benkreira  |                    |                             |

| 7 maggio 2023, ore 15:00 CEST 27ª giornata | La Sarraz-Eclépens | 0 – 4 | Sion II |  |

| 13 maggio 2023, ore 17:30 CEST 28ª giornata | Vevey United | 0 – 0 | La Sarraz-Eclépens |  |

| 20 maggio 2023, ore 16:00 CEST 29ª giornata | Grand-Saconnex | 1 – 2 | La Sarraz-Eclépens |  |

| 27 maggio 2023, ore 16:00 CEST 30ª giornata | La Sarraz-Eclépens | 1 – 1 | Concordia Losanna |  |

## Statistiche

### Statistiche di squadra
| Competizione | Punti | In casa | In casa | In casa | In casa | In casa | In casa | In trasferta | In trasferta | In trasferta | In trasferta | In trasferta | In trasferta | Totale | Totale | Totale | Totale | Totale | Totale | DR |
| Competizione | Punti | G       | V       | N       | P       | Gf      | Gs      | G            | V            | N            | P            | Gf           | Gs           | G      | V      | N      | P      | Gf     | Gs     | DR |
| ------------ | ----- | ------- | ------- | ------- | ------- | ------- | ------- | ------------ | ------------ | ------------ | ------------ | ------------ | ------------ | ------ | ------ | ------ | ------ | ------ | ------ | -- |
| Prima Lega   | 32    | 15      | 3       | 6       | 6       | 19      | 26      | 15           | 4            | 5            | 6            | 26           | 26           | 30     | 7      | 11     | 12     | 45     | 52     | -7 |
| Totale       | 32    | 15      | 3       | 6       | 6       | 19      | 26      | 15           | 4            | 5            | 6            | 26           | 26           | 30     | 7      | 11     | 12     | 45     | 52     | -7 |

### Andamento in campionato
| Giornata  | 1  | 2  | 3  | 4  | 5  | 6  | 7  | 8  | 9  | 10 | 11 | 12 | 13 | 14 | 15 | 16 | 17 | 18 | 19 | 20 | 21 | 22 | 23 | 24 | 25 | 26 | 27 | 28 | 29 | 30 |
| --------- | -- | -- | -- | -- | -- | -- | -- | -- | -- | -- | -- | -- | -- | -- | -- | -- | -- | -- | -- | -- | -- | -- | -- | -- | -- | -- | -- | -- | -- | -- |
| Luogo     | C  | T  | C  | T  | C  | T  | C  | T  | C  | C  | C  | T  | C  | C  | T  | T  | C  | T  | C  | T  | C  | T  | C  | T  | T  | T  | C  | T  | T  | C  |
| Risultato | P  | P  | N  | V  | P  | P  | P  | N  | N  | V  | N  | N  | P  | P  | P  | V  | V  | V  | V  | P  | N  | N  | N  | P  | N  | P  | P  | N  | V  | N  |
| Posizione | 13 | 13 | 13 | 10 | 12 | 13 | 13 | 13 | 14 | 13 | 14 | 12 | 14 | 15 | 16 | 15 | 15 | 12 | 10 | 11 | 11 | 11 | 11 | 12 | 12 | 14 | 14 | 14 | 13 | 12 |

Legenda:

Luogo: C = Casa; T = Trasferta. Risultato: V = Vittoria; N = Pareggio; P = Sconfitta.